# Tihomir Ognjanov
Tihomir Ognjanov (Subotica, 2 de março de 1927 - 2 de julho de 2006) foi um futebolista sérvio. Ele competiu na Copa do Mundo FIFA de 1950, sediada no Brasil, na qual a seleção de seu país terminou na quinta colocação dentre os treze participantes.

## Ligações Externas
- Perfil na Sports Reference